# Tapio Järvi
Turo Tapio Järvi (Hämeenlinna, 24 gennaio 1919 – 20 agosto 1982) è stato un militare e aviatore finlandese, asso dell'aviazione da caccia nel corso della seconda guerra mondiale abbattendo individualmente 28 aerei nemici e uno in collaborazione nel corso di 247 missioni.

## Biografia
Nacque a Hämeenlinna il 24 gennaio 1919. Arruolato nella Suomen ilmavoimat il 16 giugno 1940 venne assegnato al LeLv 30. Dopo l'inizio della guerra di continuazione con l'Unione Sovietica fu promosso caporale il 3 luglio 1941 ed assegnato al 2.LeLv 24 di base a Karjala, equipaggiato con i caccia Brewster Buffalo, l'11 agosto dello stesso anno. Conseguì la sua prima vittoria aerea il 7 ottobre quando distrusse un caccia Polikarpov I-153, e la seconda il 26 ottobre a spese di un caccia Mikoyan-Gurevich MiG-3, venendo promosso sergente il 30 dello stesso mese. Dopo che il suo reparto si trasferì a Suomenlahti colando sul Buffalo continuò a conseguire vittorie, abbattendo altri 6 aerei: 1 caccia Supermarine Spitfire, 2 caccia Lavochkin LaGG-3, 2 caccia Yakovlev Yak-1 e un ulteriore MiG-3. Promosso sergente maggiore già il 16 novembre 1942, dopo che il suo reparto venne riequipaggiato con i caccia Messerschmitt Bf 109 e trasferito a Kannas, conseguì ulteriori 19 vittorie, abbattendo un totale di 11 cacciabombardieri Ilyushin Il-2 (tre il 28 giugno 1944), 5 Petlyakov Pe-2 (tre il 10 giugno 1944), 1 caccia Bell P-39 Airacobra, 1 caccia Lavochkin La-5 e 1 caccia Yakovlev Yak-9. Fu posto in congedo il 10 novembre 1944. Si spense il 20 agosto 1982.

### Fonti
1. 1 2  Stenman, Thomas 2010, p. 85.
2. 1 2 3 4 5 6 7  Ciel de Gloire.
3. 1 2 3  Porsimo.